# Merimnetria multiformis
Merimnetria multiformis là một loài bướm đêm thuộc họ Gelechiidae. Nó là loài đặc hữu của Oahu và có khả năng Hawaii.
Ấu trùng ăn Gouldia coriacea và Gouldia macrocarpa. Chúng ăn lá nơi chúng làm tổ. Những cây non nhỏ có thể bị loài này phá hủy.